# Hypsioma solangeae
Hypsioma solangeae là một loài bọ cánh cứng trong họ Cerambycidae.